# 스티븐 모리스
스티븐 파울 데이비드 모리스(영어: Stephen Paul David Morris, 1957년 10월 28일 ~ )는 영국의 드러머로, 조이 디비전과 뉴 오더의 드러머로 알려져있다.